# Coupe des champions de la CONCACAF 1982
Navigation
Édition précédente Édition suivante
La Coupe des champions de la CONCACAF 1982 était la dix-huitième édition de cette compétition.
Elle a été remportée par le Pumas UNAM face au SV Robinhood sur le score cumulé de 3 buts à 2.

## Participants
Un total de 15 équipes provenant d'un maximum de 8 nations pouvaient participer au tournoi. Elles appartenaient aux zones Amérique du Nord, Amérique Centrale et Caraïbes de la CONCACAF.
Le tableau des clubs qualifiés était le suivant :
| Nation                                    | Club                      | Raison de qualification                       |
| Zone Amérique du Nord / Amérique Centrale |                           |                                               |
| Premier tour                              |                           |                                               |
| Mexique                                   | Pumas UNAM                | Champion du Mexique 1980-81.                  |
| Mexique                                   | CD Cruz Azul              | Second du championnat du Mexique 1980-81.     |
| Guatemala                                 | CSD Comunicaciones        | Champion du Guatemala 1981.                   |
| Guatemala                                 | Xelaju MC                 | Second du championnat du Guatemala 1981.      |
| États-Unis                                | Brooklyn Dodgers (en)     | Finaliste de la National Challenge Cup 1981.  |
| États-Unis                                | NY Pancyprian-Freedoms    | Méthode de qualification inconnue.            |
| Salvador                                  | CD Independiente          | Second du championnat du Salvador 1981.       |
| Honduras                                  | CD Vida                   | Champion du Honduras 1981.                    |
| Zone Caraïbes                             |                           |                                               |
| Tours d'entrée non connus                 |                           |                                               |
| Antilles néerlandaises                    | CRKSV Jong Holland        | Champion des Antilles néerlandaises 1982      |
| Antilles néerlandaises                    | Sport Unie Brion Trappers | Vice-champion des Antilles néerlandaises 1982 |
| Trinité-et-Tobago                         | Palo Seco                 | Méthode de qualification inconnue.            |
| Trinité-et-Tobago                         | Defence Force             | Méthode de qualification inconnue.            |
| Suriname                                  | SV Robinhood              | Champion du Suriname 1981.                    |
| Suriname                                  | SV Transvaal              | Second du championnat du Suriname 1981.       |
| République dominicaine                    | FC Don Bosco              | Méthode de qualification inconnue.            |

## Calendrier
| Tour                          | Nom                    | Date aller         | Date retour        | Équipes participantes | Équipes restantes |
| Phase de qualification (1982) |                        |                    |                    |                       |                   |
| 1                             | Phase de qualification | 9 mai - ?? octobre | 9 mai - ?? octobre | 15                    | 15 à 2            |
| Phase finale (1982)           |                        |                    |                    |                       |                   |
| 1                             | Finale                 | 14 novembre        | 17 novembre        | 2                     | 2 à 1             |

## Compétition

### Phase de qualification

#### ZoneAmérique du Nord/Amérique Centrale

##### Premier tour
| Date       | Pays | Club             | Aller   | Retour  | Club                   | Pays | Commentaire                    |
| 9 / 16 mai |      | Xelaju MC        | Forfait | Forfait | CD Cruz Azul           |      | Forfait avant le premier match |
| 9 / 16 mai |      | Pumas UNAM       | Forfait | Forfait | NY Pancyprian-Freedoms |      | Forfait avant le premier match |
| 9 / 16 mai |      | CD Vida          | Forfait | Forfait | Brooklyn Dodgers       |      | Forfait avant le premier match |
| 9 / 16 mai |      | CD Independiente | 0-0     | 0-1     | CSD Comunicaciones     |      |                                |

##### Deuxième tour
L'Independiente déclare forfait après avoir battu l'Atlético Marte.
| Date                | Pays | Club               | Aller | Retour | Club       | Pays | Commentaire |
| 27 mai / 25 juillet |      | CSD Comunicaciones | 1-0   | 1-1    | Xelaju MC  |      |             |
| 27 mai / 25 juillet |      | CD Vida            | 2-2   | 0-5    | Pumas UNAM |      |             |

##### Troisième tour
| Date              | Pays | Club               | Aller | Retour | Club       | Pays | Commentaire |
| 26 / 29 septembre |      | CSD Comunicaciones | 2-2   | 0-3    | Pumas UNAM |      |             |

#### ZoneCaraïbes
Il y a très peu d'information sur les qualifications de la zone, on sait juste que le SV Robinhood a été le représentant de la zone caraïbes lors de la phase finale. Les matchs présentés ci-dessous sont les seuls dont on connaît les résultats.

##### Premier tour
| Date        | Pays | Club         | Aller | Retour | Club               | Pays | Commentaire |
| 16 / 30 mai |      | SV Transvaal | 2-4   | 0-3    | CRKSV Jong Holland |      |             |

##### Deuxième tour
| Date                | Pays | Club                      | Aller | Retour | Club               | Pays | Commentaire |
| 6 / 18 juin         |      | Sport Unie Brion Trappers | 1-0   | 0-2    | Defence Force      |      |             |
| 12 juin / 7 juillet |      | SV Robinhood              | 1-1   | 1-0    | CRKSV Jong Holland |      |             |

##### Troisième tour
| Date    | Pays | Club          | Aller | Retour | Club         | Pays | Commentaire |
| Octobre |      | Defence Force | 1-1   | 2-5    | SV Robinhood |      |             |

### Phase Finale

#### Finale
| Match aller      | SV Robinhood | 0:0   | Pumas UNAM | Stade Corregidora Santiago de Querétaro, Mexique |  |
| 14 novembre 1982 |              | (0:0) |            |                                                  |  |

| Match retour     | Pumas UNAM                                                  | 3:2   | SV Robinhood                        | Stade Olímpico Universitario Mexico, Mexique |  |
| 17 novembre 1982 | Ricardo Ferreti 1re · Luis Flores 25e · Ricardo Ferreti 41e | (3:2) | Klinker 27e · Rustemberg 44e (pen.) |                                              |  |

| Champion de la CONCACAF 1982 |
| ---------------------------- |
| Drapeau du Mexique           |
| Pumas UNAM Second Titre      |